# Chauncy Master
Chauncy Master (ur. 2 czerwca 1985 w Mulanje) – malawijski lekkoatleta specjalizujący się w biegu średniodystansowym.
Brał udział w biegu na 1500 metrów na Letnich Igrzyskach Olimpijskich 2008, odpadając w eliminacjach.